# Bruno Zanuto
 Bruno Augusto Iório Zanuto (São Paulo, 3 de março de 1983) é um voleibolista indoor brasileiro, com nacionalidade esportiva italiana, atuante na posição de ponta,. com marca de 360 cm de alcance no ataque e 340 cm no bloqueio e vasta experiência em clubes nacionais e internacionais, que também serviu a Seleção Brasileira nas categorias de base e por esta conquistou a medalha de ouro no Campeonato Sul-Americano Infanto-Juvenil de 2000 na Argentina, mesmo resultado obtido no Campeonato Mundial  Infanto-Juvenil de 2001 no Egito e também no Campeonato Sul-Americano Juvenil de 2002 no Brasil,  além da medalha de prata obtida no Campeonato Mundial Juvenil de 2003 no Irã.Em clubes disputou a edição da Liga dos Campeões da Europa 2004-05 e foi medalhista de bronze no Campeonato Sul-Americano de Clubes de 2009 no Brasil

## Carreira
Bruno iniciou  antes de completar 12 anos a praticar no ColégioTabajara, no Bairro Moema, onde disputou uma tradicional competição intercolegial chamada Copa Dan’Up, escola que tiveram passagem grandes nomes do voleibol.Com seis meses depois, ou seja, em 1995,  visando trilhar a carreira profissional  passou atuar nas categorias de base do Pinheiros  e em seguida pelo TAC Sorocaba, e como atleta federado em 1998, época que mudou de posição, pois, começou como Central. Em 2000 foi convocado para Seleção Paulista e a representou no Campeonato Brasileiro de Seleções na categoria infanto-juvenil, ocasião que obteve o título em  Belo Horizonte-MG
Bruno explicou que o apelido Borba, como é conhecido no cenário do voleibol, vem de uma reclamação de um antigo treinador que se queixava de seu posicionamento, na verdade mobilidade quando não se abaixava o suficiente para recuperar a bola na defesa, época que tinha 11 anos e 1,83m, comparando sua postura a da estátua do bandeirante Borba Gato situada próxima onde morava; mais tarde em sua passagem pelo voleibol italiano foi apelidado de “La Furia” por seu jeito aguerrido em quadra.
Profissionalmente começou no Telemig Celular/Minas .. na temporada 2000-01. Em 2000 foi convocado para Seleção Brasileira  e a representou no Campeonato Sul-Americano Infanto-Juvenil de Neuquén-Argentina e obteve a medalha de ouro em sua estreia internacional, edição que foi eleito o Melhor Atacante Pelo Telemig Celular/Minas disputou sua primeira Superliga Brasileira A na referida temporada, participando da campanha do seu primeiro título nesta edição registrando 5 pontos em toda competição, sendo 4 de ataques e 1 de saque
Em 2001 foi novamente convocado para Seleção Brasileira e por esta disputou o Campeonato Mundial Infanto-Juvenil sediado  em Cairo-Egito , vestindo a camisa#16 e nesta edição conquistou a medalha de ouro e novamente eleito o Melhor Atacante.. Continuou atuando pelo Telemig Celular/Minas na jornada seguinte conquistou o título do Campeonato Mineiro de 2001 e obteve o bicampeonato na Superliga Brasileira A 2001-02, contribuindo com 55 pontos, destes 44 foram de ataques, 5 de bloqueios e seis provenientes de saques.Em 2002 representou a Seleção Brasileira no Campeonato Sul-Americano Juvenil realizado em Poços de Caldas-Brasil , no qual conquistou mais um título continental eleito o Melhor Atacante e Melhor Jogador Em sua terceira temporada consecutiva pelo Telemig Celular/Minas foi bicampeão mineiro em 2002 disputou a Superliga Brasileira A 2002-03 em busca do tricampeonato consecutivo, mas alcançou apenas a quinta posição, registrando 100 pontos, destes 81 foram de ataques, 10 de bloqueios e 9 de saques
Em 2003 foi novamente convocado para Seleção Brasileira, desta vez em preparação para o Campeonato Mundial Juvenil deste ano, e disputou a referida edição ocorrida em Teerã-Irã vestindo a camisa#11 conquistou a medalha de prata e figurou nas estatísticas entre os melhores atletas da edição, registrou 58 pontos em setes jogos, além disso figurou nas estatísticas na décima segunda posição no fundamento da recepção, décimo quinto no fundamento da defesa, vigésimo primeiro entre os melhores atacantes, vigésimo quarto colocado entre os maiores pontuadores e trigésimo sétimo entre os melhores bloqueadores da edição.
Em 2002, mesmo sendo do juvenil , o técnico Bernardo Rezende o convidou para compor os treinamentos da seleção principal que se preparava para o Campeonato Mundial na Argentina..Convocado pelo técnico Bernardinho para os treinamentos da seleção principal visando a Copa do Mundo do Japão de 2003 Foi contratado pelo Banespa/Mastercard/São Bernardo para o período esportivo 2003-04,sendo  semifinalista do Campeonato Paulista de 2003 e no mesmo ano foi bronze nos Jogos Abertos do Interior , estes realizados em Santos, e por este clubecompetiu na Superliga Brasileira A correspondente , alcançando o quinto lugar nesta edição contribuindo para esta campanha com 206 pontos, 179 de ataques, 18 de bloqueios e 9 de saques
Em 2004 teve uma curta  passagem pelo Paris Volley, reforçando com a temporada em andamento e atuou como titular da equipe na edição da Liga dos Campeões da Europa 2004-05, e nesta edição terminou na segunda posição na fase de classificação no Grupo D, participando da classificação para os Playoffs 12 Teams, e alcançou até a fase dos Playoffs 6 Teams, durante três meses participou  de oito jogos referentes a Liga A Francesa 2004-05 e da Liga dos Campeões , e encontrou dificuldades na infra-estrutura, treinamentos deficientes, além de não ter tido chance de mostrar todo potencial, sendo deixado de lado nos treinamentos pelo então técnico camaronês: Erik N’gapeth, frustrado por ter utado tanto para se transferir para este clube, pois, precisou de uma autorização da Confederação Brasileira de Voleibol que  tinha restrições para atletas menores de 23 anos, mudou de agente e retornou ao Brasil
Repatriado pela Unisul/Cimed.. a reforçou na Superliga Brasileira A 2004-05, encerrando na sétima posição e registrou 183 pontos, destes 144 foram de ataques, 16 de bloqueios e 26 de saques.Transferiu-se para o Cimed/Florianópolis para jornada seguinte, sagrou-se vice-campeão do Campeonato Catarinense de 2005, conquistou  também  neste ano o ouro nos Jogos Abertos de Santa Catarina e o vice-campeonato da Supercopa Mercosul(IV Copa Bento Gonçalves), além do título do Grand Prix de Clubes e o título da Liga Nacional, credenciando seu clube para disputar a Superliga Brasileira A 2005-06 E nessa competição atuou pelo clube catarinense conquistando o tricampeonato nacional nesta edição
Após servir a Seleção Brasileira nas categorias de base e outras vezes como convidado,  só retornou a Seleção Brasileira de Novos  para treinamentos  e participação em alguns amistosos.. em 2006 contra a Seleção Espanhola. Ele é casado com a paulista Lizandra Zanuto, de descendência italiana, com a qual teve o primogênito Enzo e a caçula Maria Clara.Transferiu-se para equipe italiana do Maggiora Latina conquistando a décima primeira posição da Liga A1 Italiana 2006-07 e foi semifinalista na Copa A1 Itália, conquistando o bronze Integrou na Itália o All Star Game de 2007 e renovou com este clube que utilizou a alcunha Andreoli Latina nas competições seguintes e encerrou na décima quarta posição por este clube, ou seja, a última colocação
Atuou no voleibol polonês na jornada 2008-09, quando defendeu as cores do Trefl Gdańsk.. e disputou a Liga A Polonesa, mas a campanha foi irregular, encerrando na décima posição, ou seja, a equipe foi rebaixada De volta ao voleibol nacional defendeu o Sada Cruzeiro conquistou o bronze no Campeonato Mineiro de 2009, conquistou o título da Copa Santa Catarina, o vice-campeonato do  Desafio Globo Minas e representou o clube na conquista da medalha de bronze no Campeonato Sul-Americano de Clubes deste ano, sediado em Florianópolis-Brasil e disputou a Superliga Brasileira A por este clube, e encerrou na quarta posição
Reforçou na temporada 2010-11 a equipe do BMG/Montes Claros .. alcançando o bronze no Campeonato Mineiro de 2010 e disputou a Copa Cimed no mesmo ano competição na qual conquistou o título Por essa equipe disputou a Superliga Brasileira A 2010-11  e nesta edição ocupou o a sexta posição
Borba foi atleta do Medley/Campinas na temporada 2011-12 .. e foi vice-campeonato paulista e dos Jogos Abertos do Interior em 2011,disputado em Santo André, msmo resultado obtido Campeonato Paulista neste ano E após as quartas de finais da Superliga Brasileira 2011-12 encerrou por esta equipe na sétima posição
Voltou atuar no voleibol italiano, e defendeu na jornada 2012-13 o CMC Ravenna .. encerrou na penúltima posição na Liga A1 Italiana correspondente Em 2013 foi naturalizado italiano, visando alcançar a chance de vestir a camisa da seleção italiana e atingiu a marca de mil pontos no vôlei italiano
Atuou pelo Al-Ain FC , clube dos Emirados Árabes em 2013, para disputa do Campeonato Asiático de Clubes, além de disputar amistosos finalizando na décima posição, foi o capitão do time. No período esportivo transferiu-se para o Exprivia Molfetta e encerrou na décima posição na Liga A1 Italiana 2013-14.
Na temporada 2014-15 foi contratado pela equipe italiana Tonno Callipo Calabria Vibo Valentia encerrou na sexta posição na fase de classificação na Liga A2 Italiana 2014-15, com eliminação na fase de quartas de final, mas conquistou o título da Copa A2 Itália, sendo eleito o Melhor Jogador da competição
Na temporada 2015-16 transferiu-se para o time egípcio do Al-Ahli SC e por este disputou o Campeonato Mundial de Clubes de 2015., ocasião que jogou com a camisa de outro jogador do clube, exercendo a função de capitão, finalizando em quinto lugar Disputou o Campeonato Egípcio e a Copa do Egito, avançando as finais

## Títulos e resultados
- Supercopa Mercosul: 2005[31]
- Grand Prix Brasil de Voleibol: 2005[32]
- Copa A2 Itália:2014-15[57]
- Copa A1 Itália:2006-07[36]
- Liga Nacional:2005[9]
- Superliga Brasileira A:  2000-01,[9] 2001-02,[9] 2005-06[8][14]
- Superliga Brasileira A:2009-10[42]
- Campeonato Paulista :2011[47]
- Campeonato Mineiro: 2001,[12] 2002
- Campeonato Mineiro: 2009,[39] 2010[43]
- Campeonato Catarinense:2005[30]
- Jasc:2005
- Jogos Abertos de São Paulo: 2011[46]
- Jogos Abertos de São Paulo: 2003[24]
- Copa Cimed de Clubes:2010[44]
- Desafio Globo Minas:2009[8]
- Copa Santa Catarina:2009[8]
- Campeonato Brasileiro de Seleções Infanto-Juvenil:2000[5]

## Premiações individuais
- MVP da Copa A2 Itália 2014-15[36]
- MVP do Campeonato Sul-Americano Juvenil de 2002[13]
- Melhor Atacante do Campeonato Sul-Americano Juvenil de 2002[13]
- Melhor Atacante Campeonato Mundial Infanto-Juvenil de 2001[8]
- Melhor Atacante do Campeonato Sul-Americano Infanto-Juvenil de 2000[8]